# Daniel Johanning
Daniel Johanning (* 28. Februar 1994) ist ein costa-ricanischer Hürdenläufer, der sich auf den Langstreckenlauf spezialisiert hat.

## Sportliche Laufbahn
Erste internationale Erfahrungen sammelte Daniel Johanning im Jahr 2018, als er bei den Zentralamerikameisterschaften in Guatemala-Stadt in 30:50,13 min die Goldmedaille im 10.000-Meter-Lauf gewann und sich über 5000 Meter in 14:53,69 min die Silbermedaille hinter Mario Pacay aus Guatemala sicherte. Im Jahr darauf verteidigte er bei den Zentralamerikameisterschaften in Managua in 31:15,86 min seinen Titel über 10.000 Meter und gewann zudem in 14:58,86 min erneut die Silbermedaille im 5000-Meter-Lauf, diesmal hinter dem Guatemalteken Mario Sucup. 2020 siegte er in 30:43,96 min über 10.000 Meter bei den Zentralamerikameisterschaften in San José und musste sich über 5000 Meter in 14:37,72 min nur Mario Pacay geschlagen geben. Im Jahr darauf gewann er bei den Zentralamerikameisterschaften ebendort in 29:56,38 min die Silbermedaille über 10.000 Meter hinter dem Guatemalteken Alberto González Mindez und über 5000 Meter gewann er in 14:34,22 min die Bronzemedaille hinter Pacay und González Mindez. 2022 wurde er bei den Halbmarathon-NACAC-Meisterschaften in San José nach 1:04:44 h Zweiter und anschließend gewann er bei den Zentralamerikameisterschaften in Managua in 30:12,39 min die Silbermedaille über 10.000 Meter hinter Alberto González Mindez und musste sich über 5000 Meter in 14:35,76 min Pacay und González Mindez geschlagen geben. Im Jahr darauf gewann er bei den Zentralamerikameisterschaften in San José in 14:34,70 min und 30:09,06 min jeweils die Silbermedaille. Anschließend belegte er bei den Zentralamerika- und Karibikspielen (CAC) in San Salvador in 14:52,33 min den fünften Platz über 5000 Meter und gelangte mit 29:49,16 min auf Rang vier über 10.000 Meter.
In den Jahren 2017 und 2018 sowie 2021 und 2022 wurde Johanning costa-ricanischer Meister im 10.000-Meter-Lauf sowie von 2021 bis 2023 über 5000 Meter.

## Persönliche Bestleistungen
- 5000 Meter: 14:22,18 min, 26. Februar 2023 in Monterrey
- 10.000 Meter: 29:17,53 min, 13. April 2023 in Walnut
- Halbmarathon: 1:04:44 h, 22. Mai 2022 in San José